# Алехандро Вільянуева
Карлос Алехандро Вільянуева Мартінес (ісп. Carlos Alejandro Villanueva Martínez, 4 червня 1908, Ліма, Перу — 11 квітня 1944, там само) — перуанський футболіст, що грав на позиції півзахисника, нападника, зокрема, за клуб «Альянса Ліма», а також національну збірну Перу.
П'ятиразовий чемпіон Перу.

## Клубна кар'єра
Почав грати в команді «Тен'єнте Руїс» у другому дивізіоні чемпіонату Перу, в Прімері же дебютував в 1927 році з клубом «Альянса Ліма», через рік виграв з командою чемпіонат Перу. Уже в юному віці був лідером в команді, виділяючись на тлі партнерів витонченою технікою і високим зростом (192 см), що дозволяв йому робити довгі кроки при веденні м'яча на швидкості, за що його прозвали «шлангом» (ісп. Manguera). Він прекрасно використав футбольний прийом, відомий зараз під назвою «велосипед», а тоді сам Вільянуева називав його «хитрий гвинт», пізніше змінивши назву на «chalaca».
У 1929 році, після конфлікту «Альянси Ліма» з Перуанської футбольною федерацією, команда була відсторонена від першості Перу. Вільянуева і його партнерам довелося створити команду, яка провела кілька виставкових матчів.
У 1931 році «Альянса» знову виграла першість Перу, а Вільянуева став кращим снайпером турніру з 16 м'ячами. Клуб повторив це досягнення і в два наступних роки. «Альянса» була непереможною протягом 3 років 4 місяців і 28 днів, забивши 115 голів в 27 матчах, частина з яких припала на долю Вільянуеви.
У 30-ті роки стали звичайними поїздки перуанських команд по Америці. Здійснювала поїздки і «Альянсу». У 1935 році клуб грав в Чилі, де переміг усіх своїх суперників, а команду назвали «Чорним валом», особливо відзначаючи напад клубу — Вільянуева, Лавальє, Магальянеса, Лоло Фернандеса і Чічу Моралеса. У поїздці по Центральній Америці мексиканські клуби, уражені грою Вільянуеви, пропонували тому великі контракти, але він відмовився.
Вів бурхливе нічне життя, відвідував різні клуби, пристрастився до алкоголю, що призвело до закінчення його кар'єри в 1943 році. Всього він зіграв за «Альянсу» 99 офіційних матчів і забив в них 71 гол. Велика кількість матчів були зіграні їм в неофіційних зустрічах.

## Виступи за збірну
У збірній команді Перу Вільянуева дебютував у 19-річному віці на чемпіонату Південної Америки 1927 в Перу, забивши гол аргентинцям і здобувши, разом з командою, «бронзу». Згодом грав на чемпіонаті світу 1930, де зіграв в матчах з Румунією (1:3) і з Уругваєм (0:1). А ще трохи по тому на Літніх Олімпійських іграх 1936 року в Берліні, де перуанська команда досягла півфіналу, перемігши 7:3 Фінляндію і 4:2 Австрію. У цих двох матчах Вільянуева зробив по «дублю». Всього він зіграв за збірну 11 матчів і забив 6 м'ячів.
У 1944 році Вальянуева важко захворів на туберкульоз і 11 квітня 1944 року помер у лікарні «Сала Санта-Роза Дос де Майо» у віці 35 років. Похований на кладовищі «Пастор Матіас Маестро». У Лімі на його честь названо стадіон Estadio Alejandro Villanueva.

## Титули і досягнення

### Командні
- Чемпіон Перу (5):

«Альянса Ліма»: 1927, 1928, 1931, 1932, 1933
- Бронзовий призер Чемпіонату Південної Америки: 1927, 1935

### Особисті
Найкращий бомбардир чемпіонату Перу: 1929, 1931